# Orx
Orx (okzitanisch: Òrcs) ist eine französische Gemeinde mit 650 Einwohnern (Stand 1. Januar 2022) im Département Landes in der Region Nouvelle-Aquitaine. Sie gehört zum Arrondissement Dax und zum Gemeindeverband Maremne Adour Côte Sud.

## Geografie
Die Gemeinde Orx liegt etwa 15 Kilometer nordöstlich von Bayonne und ca. acht Kilometer (Luftlinie) von der Atlantikküste entfernt; weiträumiger gesehen zwischen den Wäldern der Landes de Gascogne im Norden und dem Vorland der Pyrenäen im Süden.
Umgeben wird Orx von den Nachbargemeinden Bénesse-Maremne im Norden, Saubrigues im Osten, Saint-André-de-Seignanx im Süden sowie Labenne im Westen. Zu Orx gehören die Ortsteile Bel-Air, Claous, Le Tuc und Meunier sowie zahlreiche Einzelhöfe. Das 11,89 km² umfassende Gemeindegebiet bildet faktisch eine Halbinsel, im Norden, Westen und Süden umgeben vom ca. 775 ha großen Marais d’Orx, einem Sumpfgebiet, dessen größter Teil seit 1995 als Naturreservat von nationalem Rang (Réserve naturelle nationale) geschützt ist. Das Gemeindegebiet liegt zwischen 3 und 31 m über dem Meer und zeigt einen Wechsel aus Acker-, Wiesen- und kleinen Waldflächen.
Das Sumpfgebiet wird auf vielen Karten als geschlossene Seefläche dargestellt, fällt aber in niederschlagsarmen Perioden teilweise trocken. Viele Versuche, das Land für den Maisanbau trockenzulegen, scheiterten und erst zu Beginn des 20. Jahrhunderts wurde durch ständiges Abpumpen des Wassers eine Polderlandschaft etabliert. Der Wasserspiegel der Marais d’Orx liegt nur zwei Meter über dem Meeresspiegel und hat keinen natürlichen Abfluss. Die Zuflüsse werden in mehreren Kanälen gesammelt und um den Sumpf herum über den Boudigau (auch Canal de Ceinture genannt) abgeführt, der dann in der nahen Küstenstadt Capbreton in den Atlantik mündet. In den 1990er Jahren war das Abpumpen des Wassers nicht mehr wirtschaftlich und man entschloss sich, das Gebiet sich selbst zu überlassen. Die nunmehr großen Wasserflächen wurden zu einem bedeutenden Rastplatz für Zugvögel – der Hauptgrund für die strengen Naturschutzbestimmungen. Landwirtschaftlich genutzt werden heute nur die Ausbuchtungen im Nordosten und Südosten des Marais d’Orx, die durch Straßendämme vom offenen Wasser getrennt sind.

## Bevölkerungsentwicklung
| Jahr      | 1962 | 1968 | 1975 | 1982 | 1990 | 1999 | 2011 | 2021 |
| --------- | ---- | ---- | ---- | ---- | ---- | ---- | ---- | ---- |
| Einwohner | 338  | 347  | 320  | 342  | 370  | 422  | 547  | 657  |

Im Jahr 2021 wurde mit 657 Bewohnern die bisher höchste Einwohnerzahl ermittelt. Die Zahlen basieren auf den Daten von cassini.ehess und INSEE.

## Sehenswürdigkeiten
- Kirche St. Martin; romanischer Bau aus dem 12. Jahrhundert (der quadratische Turm wurde im 18. Jahrhundert hinzugefügt), Monument historique[4]

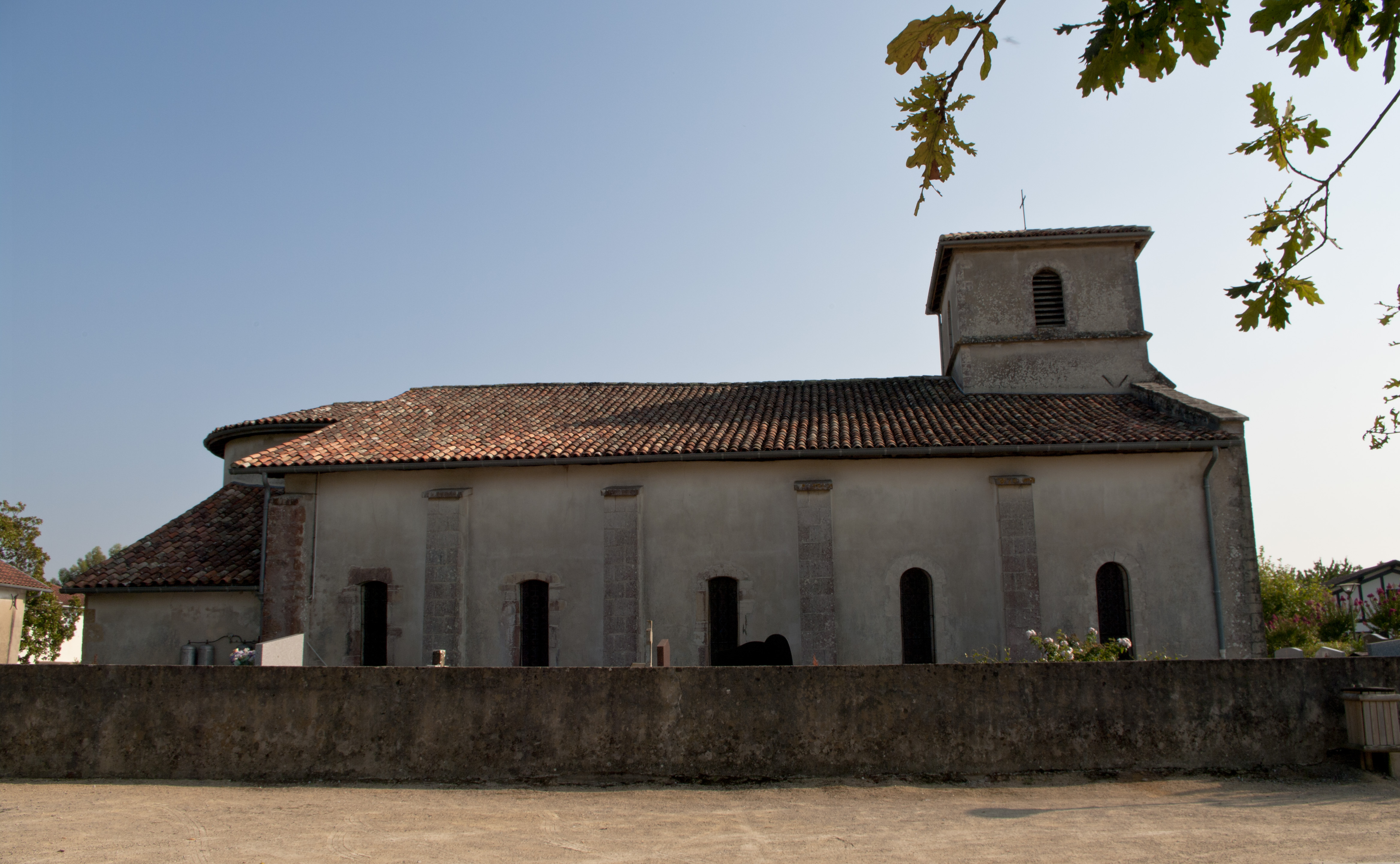
Romanische Kirche St. Martin
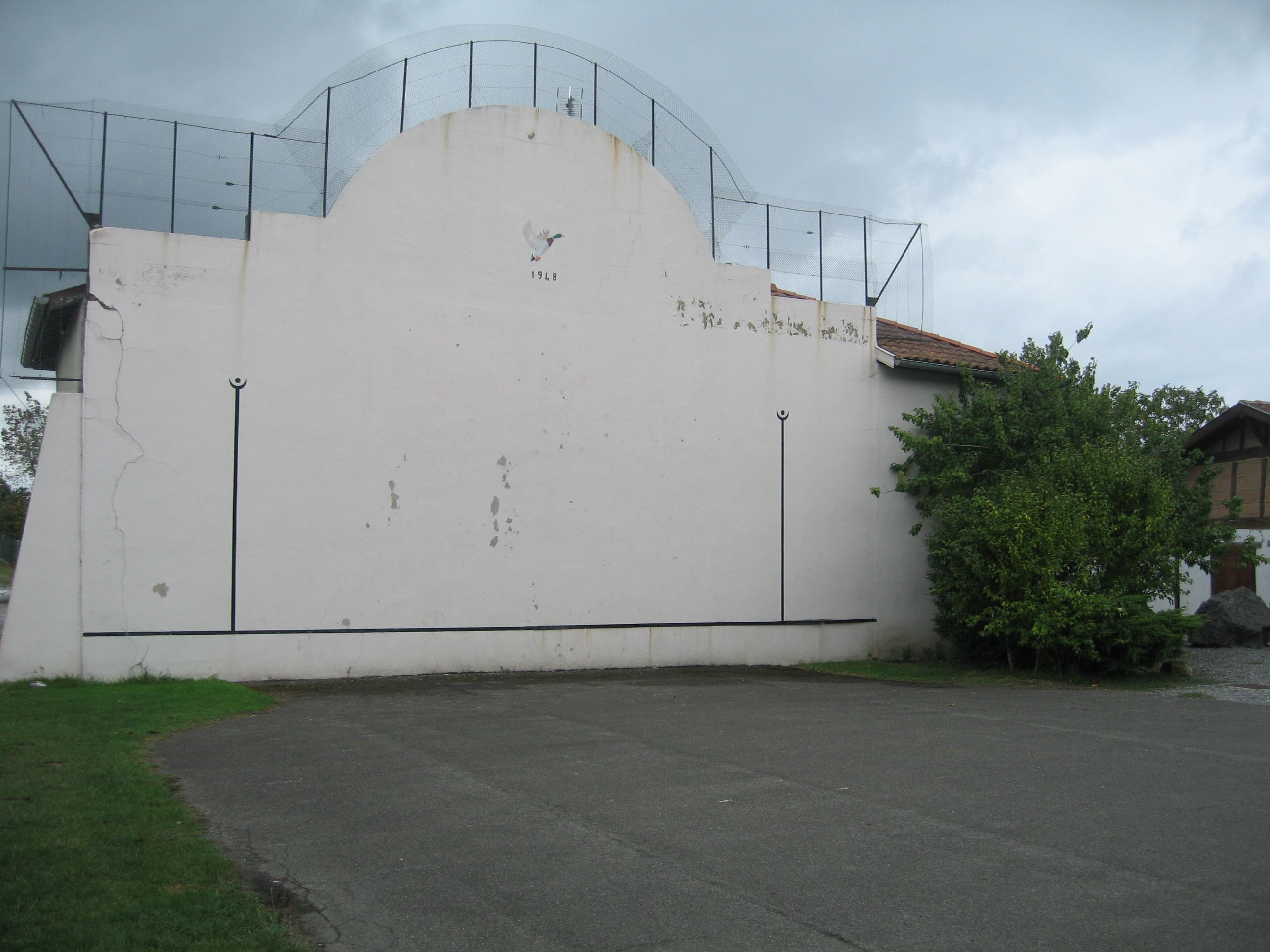
Frontón von Orx, das Spielfeld des baskischen Nationalsports Pelota
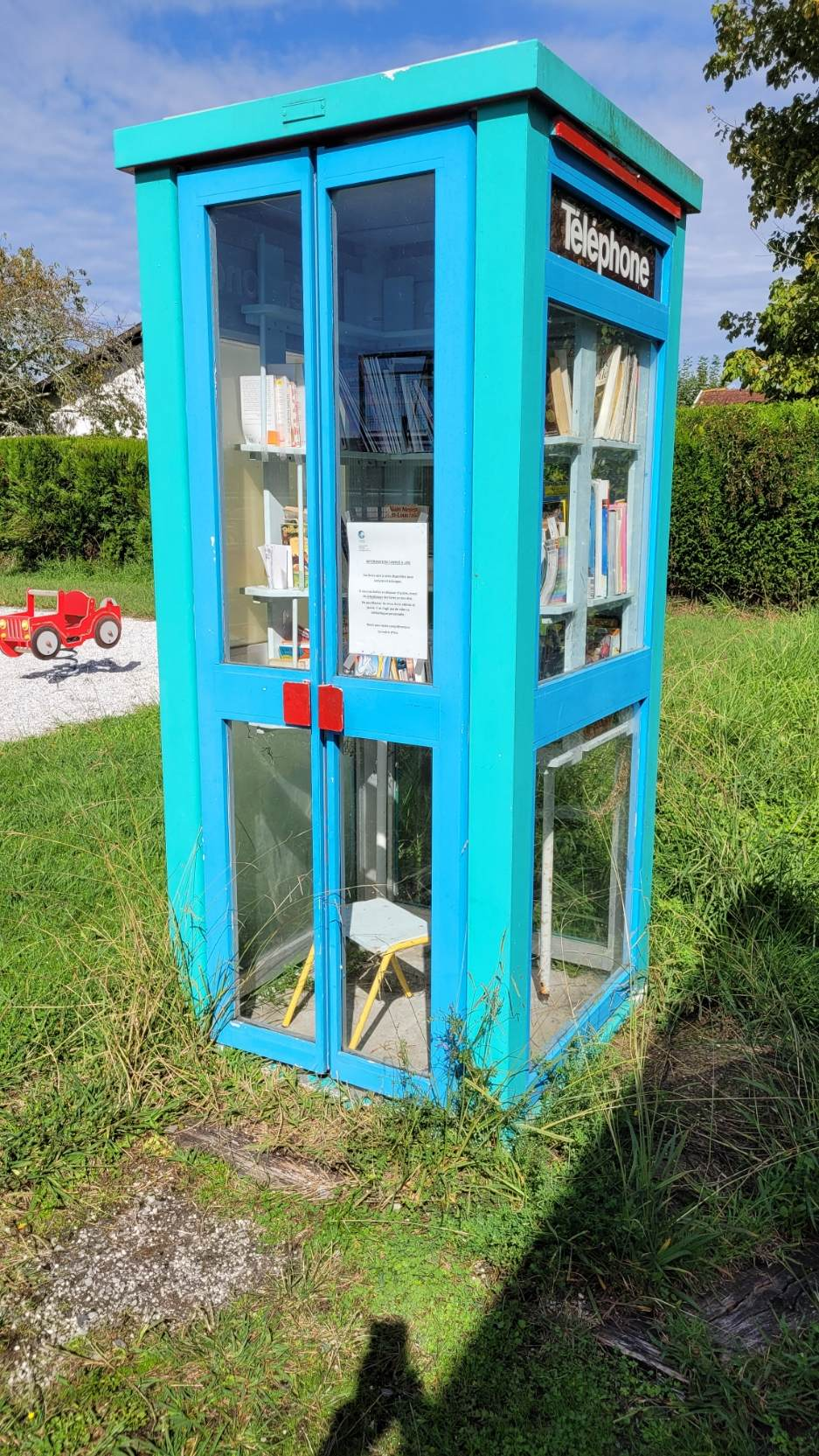
Öffentlicher Bücherschrank in einer alten Telefonzelle
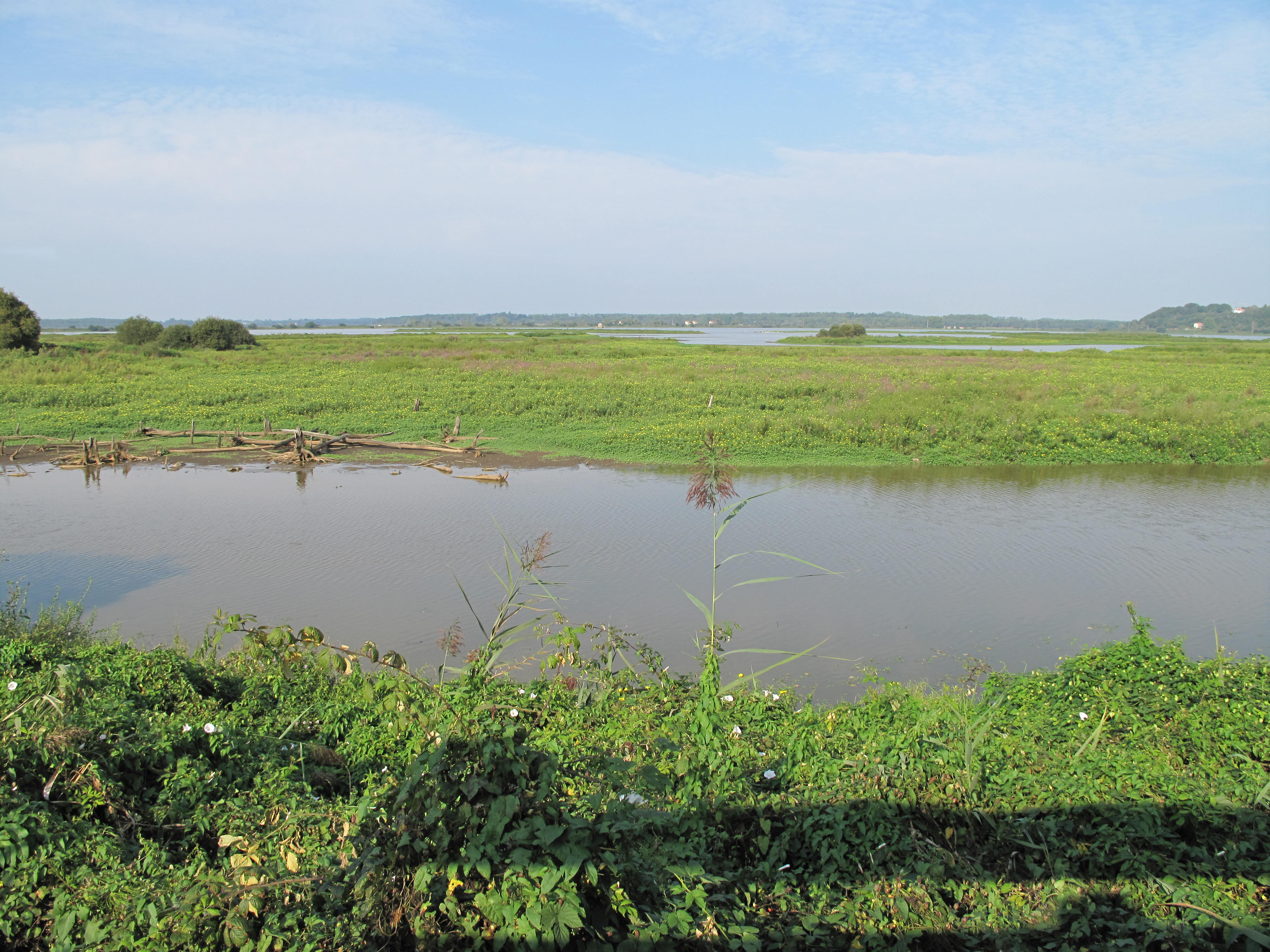
Marais d’Orx

## Wirtschaft und Infrastruktur
In der Gemeinde Orx sind 14 Landwirtschaftsbetriebe (Getreide- und Gemüseanbau, Pferdezucht, Schaf- und Ziegenhaltung). und sieben Forstbetriebe ansässig.
Durch die Gemeinde Orx verläuft die  Fernstraße D 71 von Labenne nach Saubrigues. In Tarnos,15 Kilometer südwestlich von Orx, besteht ein Anschluss an die Autoroute A 63. Der nächste Bahnhof befindet sich in der sechs Kilometer westlich gelegenen Gemeinde Labenne an der Bahnstrecke Bordeaux–Irun.

## Belege
1. ↑  Naturreservat Marais d’Orx
2. ↑  Orx auf cassini.ehess
3. ↑  Orx auf INSEE
4. ↑  Eintrag in der Base Mérimée des Kulturministeriums. Abgerufen am 21. März 2015 (französisch).
5. ↑  Landwirtschaftsbetriebe auf annuaire-mairie.fr (französisch)
6. ↑  Forstbetriebe auf annuaire-mairie.fr (französisch)